# Rosalie Chiang
Rosalie Chiang (Área de la Bahía de San Francisco, California, 1 de octubre de 2005) es una actriz y autora estadounidense, conocida por interpretar el papel protagónico de Meilin "Mei" Lee en la película de Pixar de 2022 Turning Red.

## Biografía
Chiang nació el 1 de octubre de 2005 en Fremont, California. Su madre es taiwanesa, mientras que su padre es singapurense. Chiang habla con fluidez el idioma chino mandarín. Su madre la llamaba Mei-Mei cuando era niña.

### Carrera
Antes de ingresar a la actuación, Chiang fue autora y escribió dos libros de poesía, A is for Albatross: Birds A to Z y A is for Arowana: Freshwater Fish A to Z. El primero recibió el Premio de Honor Skipping Stones. Chiang previamente había desempeñado papeles menores en cortometrajes y comerciales antes de ser contratada para el papel principal en Red. Hizo la audición para dicho papel usando el iPhone 6 de su madre. Durante el desarrollo de la película, Chiang fue contratada hasta que el equipo pudiera contratar a otra actriz de doblaje para el personaje. A medida que la película continuaba con el desarrollo, Chiang fue contratada como miembro permanente del elenco de la película.